# Хомберг (Вестервальд)
Хомберг (нем. Homberg) — община в Германии, в земле Рейнланд-Пфальц.
Входит в состав района Вестервальд. Подчиняется управлению Реннерод. Население составляет 159 человек (на 31 декабря 2010 года). Занимает площадь 2,16 км².